# Gai Pied
Gai Pied o Gai Pied Hebdo fue una revista mensual, y más tarde semanal, francesa de orientación gay fundada en 1979 por Jean Le Bitoux y desaparecida en 1992.

## Historia
El nombre fue sugerido por el filósofo Michel Foucault, que escribió un artículo en el primer número y más tarde realizó algunas entrevistas para la revista. El primer número se colocó a la venta en 2000 quioscos de Francia el primero de abril de 1979. La edición era realizada por el grupo editorial Éditions du Triangle Rose y era imprimida por la Liga Comunista Revolucionaria. Entre los fundadores del primer Gai Pied se encontraban Yves Charfe, Gérard Vappereau, Jean Le Bitoux, además de Frank Arnal y Jean Pierre Joecker. Tuvo un éxito creciente entre los homosexuales, a los que permitía tener una visibilidad y un medio de expresión. Publicaba numerosos pequeños anuncios y fotografías eróticas.
Entre los colaboradores regulares, la revista contaba con las firmas de Yves Navarre, Tony Duvert, Guy Hocquenghem, Renaud Camus, Alain Pacadis, Copi, Hugo Marsan, Jean Le Bitoux, Gianni De Martino, Jean-Luc Hennig, etc. Jean-Paul Sartre le concedió una entrevista en 1980. Igualmente artistas como David Hockney o Barbara y personalidades políticas como Pierre Bérégovoy o Gaston Defferre también concedieron entrevistas, buscando mostrar su apoyo y su mente abierta.
Ante el éxito y el apoyo de los lectores, la revista pasó de ser mensual a ser semanal; incluso hubo una edición en el Quebec.
En 1983, el fundador Jean Le Bitoux pasa a tener una opinión minoritaria en la dirección de la revista. Las causas son su rechazo a renunciar a la libertad de expresión de la revista, ya que no quiere traicionar a sus lectores silenciando las prácticas discriminatorias que se extienden en los comercios gay, a pesar de los ingresos en anuncios que representan esos mismos negocios. Finalmente dimite, seguido de prácticamente todos los periodistas del equipo.
A partir de ese momento Gai Pied Hebdo se transforma en una revista dirigida a un público consumista, con temas como la moda, las fiestas, los viajes, en perjuicio de los temas de sociedad y los colaboradores famosos. Los lectores militantes ya no siguieron la revista, a pesar de la llegada sucesiva de los servicios telemáticos complementarios, la agencia de viajes, etc.
En 1987, el ministro del interior, Charles Pasqua, decidió prohibir Gai Pied Hebdo. Una manifestación el 19 de marzo de ese año, el apoyo de diversas personalidades y del ministro de cultura François Léotard impiden la desaparición de la revista.
Entre 1987 y 1990, Gai Pied Hebdo controlaba una radio destinada a la comunidad homosexual: Fréquence Gaie (Radio FG). 
La revista tuvo dificultades al tratar la aparición del sida y comenzó a tener dificultades económicas, a pesar de comenzar a usar el servicio de Minitel. Habiendo perdido sus lectores originales y sin conseguir atraer lectores nuevos, captados por otras revistas gays, Gai Pied Hebdo desapareció en octubre de 1992.